# 祖·高爾
若瑟·約翰·"祖"·高爾（英語：Joseph John "Joe" Cole，1981年11月8日—），已退役英格蘭足球運動員，司職中場，最後效力北美足球聯賽球會坦帕灣暴徒。
祖·高爾可於攻擊線上擔任多個位置，主要擔任攻擊中場，也能出任左右翼鋒，是一名具威脅性的攻擊球員。祖·高爾盤球技巧出眾，經常能夠以高速盤球過關斬將，但亦因此被批評控球過多。他的射門技巧亦相當不俗，左、右腳均擅射，另外處理定點球的造詣亦見出色。

## 球員生涯
韋斯咸
出生在倫敦的祖·高爾從小便在史丹福橋球場的看台上觀看車路士的比賽，但他最後還是加盟韋斯咸。才剛出道，其足球才能便受到各界注視。一方面是因為他入選了英格蘭青年軍，但更重要的原因是當時他曾被一些英格蘭頂級球會注意，包括曼聯和利物浦等。而在此之前，一次斷腿的嚴重受傷又讓他耽誤了一段時間。但是留在了韋斯咸。早於17歲時已成為韋斯咸一隊球員，他迅速的成長逐漸獲得了球隊的主力位置，祖·高爾同時也得到了為英格蘭隊效力的機會。2002-2003賽季，祖·高爾憑藉堅決的態度當上了鐵鎚幫的隊長，但他的精神也阻止不到球隊降級。為了自己的職業生涯和鐵鎚幫的財政，祖·高爾最終轉會到當時銳意上位的車路士，轉會費為600英鎊。
車路士

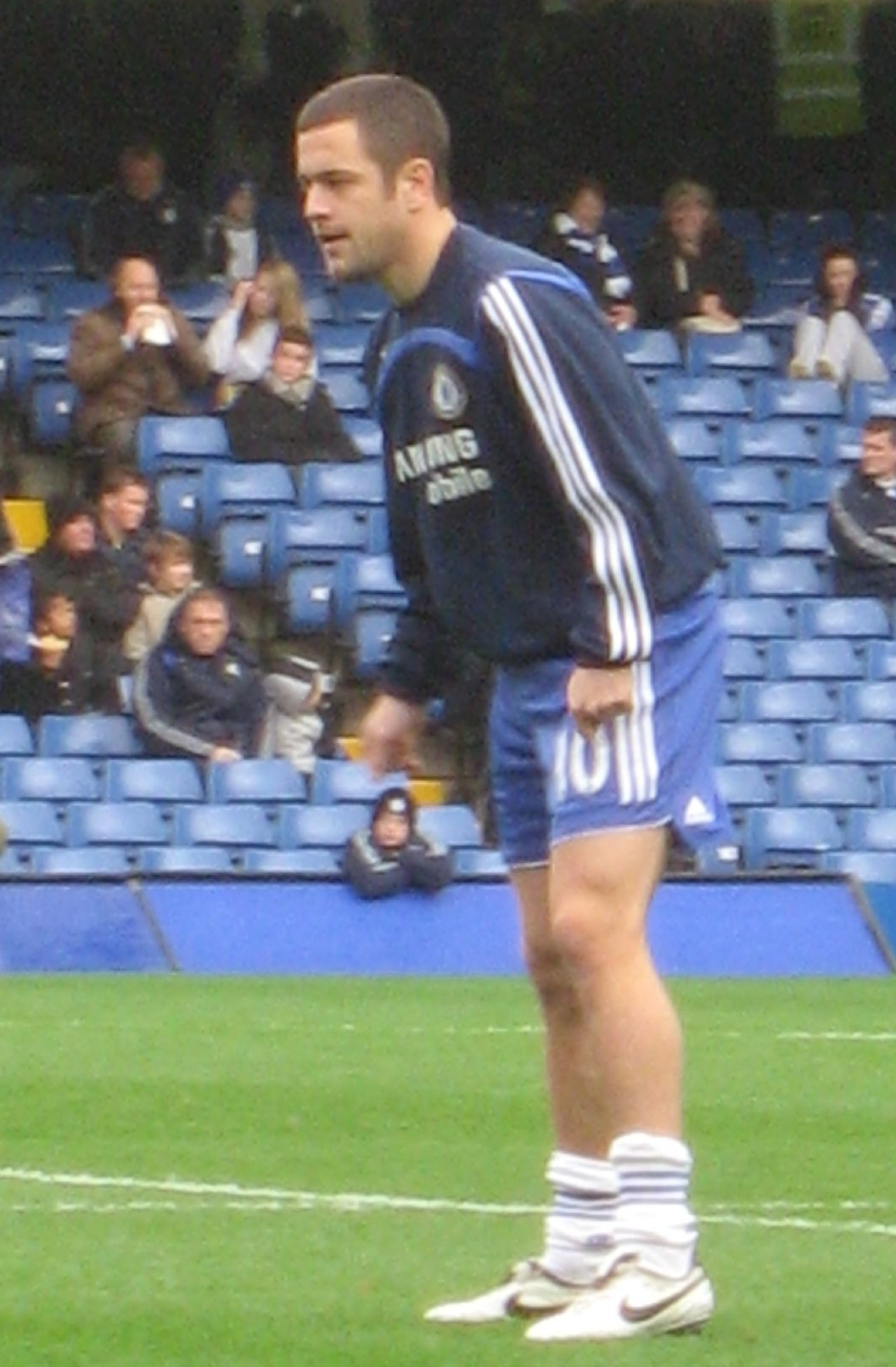
效力車路士時於賽前熱身

祖·高爾在車路士的首個球季，主教練還是雲尼亞里。但連續一段時間，祖·高爾並沒有得到上場的機會。這不是因為祖·高爾的水平，而是祖·高爾在車路士時期司職進攻中場，位置上和球會核心林柏特重疊，但缺乏後者的防守能力，因此不獲足夠機會。雲尼亞里還不知道他的最佳位置、如何令他的球技創造出最危險的殺機和如何將他融入球隊的整體風格。
而這些問題的答案在摩連奴到來之后得到了解答。祖·高爾代表英格蘭參加了2002年世界盃足球賽和2004年歐洲國家盃。正是在後者中的表现，令他得到摩連奴的垂青，將他定為了攻擊三叉戟之一。然而在杜夫和洛賓傷愈之后，他的機會越來越有限了，他更多地出現在替補席上，但在2004-2005賽季中，他貢獻了十幾球關鍵的致勝球，這成為了轉機。之後，洛賓再度受傷，而祖·高爾以自己職業生涯中最為出色的狀態赢得了機會。2005年3月，他被評為英超月度最佳球員，英格蘭國家足球隊領隊艾歷臣特意表揚了他的成熟。在國際比賽中，祖·高爾成為了英格蘭左路長期問題的最佳答案。
2005年聯賽盃讓祖·高爾得到了自己的首個冠軍獎盃，然後就是英格蘭超級足球聯賽冠軍。摩連奴曾經指導過他，而祖·高爾也認真的聆聽了他的教導。2005-2006賽季，祖·高爾繼續著自己的進球，得到了主教練的更多稱讚，他已經成為了車路士最出色的球員，不管是在左路還是右路。在戰勝曼聯奪冠的那場比賽中，他那令人眼花繚亂的進球成為他自己的最愛，而以這樣一種方式結束這個卓越的賽季也堪稱完美。在這個賽季中，他首發出場26次，替補8次，進球8個。
2008年，經車路士球迷投票後，祖·高爾被選為2007/08年球季車路士最佳球員。
2009年1月，祖·高爾十字韌帶受傷，休戰長達9個月後才復出。復出後的首場聯賽是對陣布力般流浪
，其出色的表現協助球隊大勝5-0。
2009/10年賽季結束後，祖·高爾因上陣不足下無法交出良好表現，未獲車路士續約。據報他有機會加盟曼聯、阿仙奴、熱刺或利物浦，但他12萬鎊的週薪則成為一大阻礙。
利物浦
2010年7月19日，祖·高爾以自由身加盟另一英超球隊利物浦，簽下4年合約。首戰對陣阿仙奴上半場尾段腳踢高斯捷尼換來紅牌，停賽3場。
2010年9月4日，祖·高爾於加歷查舉辦的慈善紀念賽中射入一球，最終利物浦明星隊4-1大勝愛華頓明星隊，這球亦是他在晏菲路的第一個入球。
2011年1月1日，祖·高爾於90分鐘進了一球，助利物浦以2-1反勝保頓，這是他在利物浦的第一個聯賽入球。
重返韋斯咸
2013年1月4日，韋斯咸宣佈祖·高爾重返母會，簽約18個月。
免費加盟阿士東維拉
2014年6月，祖·高爾免費加盟阿士東維拉。
加盟高雲地利
2015年10月16日，祖·高爾租借加盟高雲地利35日，11月延長租借至2016年1月3日。
2016年1月7日，祖·高爾正式加盟高雲地利至季尾。
2018年11月13日，祖·高爾宣佈结束球员生涯。

## 國家隊生涯
早在韋斯咸，年青的祖·高爾便開始受到英格蘭國家隊英格蘭籍教頭艾歷臣的賞識，可惜一直未能成為國家隊的重要成員。後來祖·高爾轉會到車路士後，逐漸成為球隊的重要成員。祖·高爾曾參與過2002年及2006年的世界盃，2006年世界杯時曾穿過11號球衣。其後亦有參與2004年歐國盃的賽事。後來，在06世界盃對瑞典的分組賽更是祖·高爾的代表作，他先於34分鐘在35碼外以一腳窩利遠射取得一個進球，之後於完場前傳中，由謝拉特頂成2比1，但最終被迫和2比2。最後更成為該場最佳球員。
2008年9月6日2010年世界盃外圍賽首戰對安道爾，半場入替的祖·高爾入3個入球，協助英格蘭大勝5-0。

## 榮譽
韋斯咸
- 英格蘭足總青年盃冠軍：1999年

車路士
- 英格蘭超級足球聯賽冠軍：2004/05年、2005/06年、2009/10年
- 英格蘭足總盃：2007年、2009年、2010年
- 英格蘭聯賽盃：2005年、2007年
- 英格蘭社區盾：2004年、2005年

個人
- 韋斯咸年度最佳球員：2003年
- 英超每月最佳球員：2005年3月
- PFA年度最佳陣容：2006年
- 車路士年度最佳球員：2008年

## 外部連結
- 官方網站
- 利物浦官方 祖·高爾檔案
- 英格蘭足總：祖·高爾 （页面存档备份，存于）